# Adventfjorden

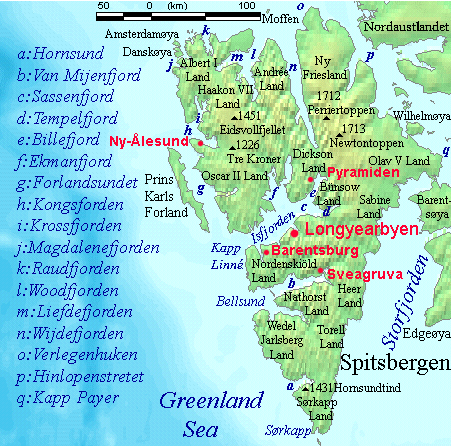

El Adventfjorden o fiordo de Advent es una bahía, una terminación del Isfjorden, localizado en la isla noruega de Spitsbergen (antigua Spitzberg Occidental), perteneciente al archipiélago ártico de las islas Svalbard.
Un antiguo glaciar el Adventdalen desemboca sobre las aguas del fiordo, el cual ha formado un inmenso valle húmedo.

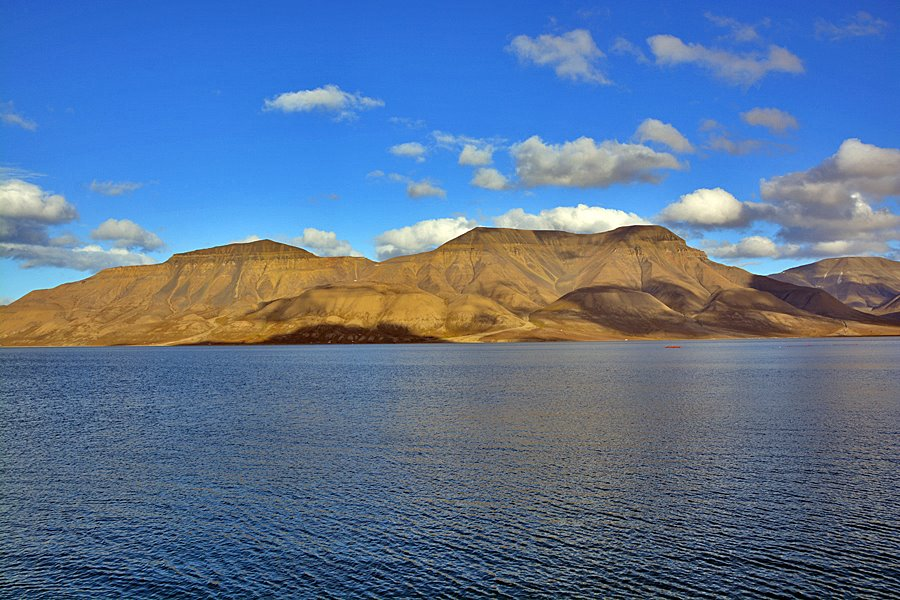
Adventfjorden

En 1904, una compañía minera decidió establecerse sobre la ribera norte, fundando la localidad de Advent City. Dos años más tarde, sobre la ribera sur, se fundó una nueva ciudad: Longyearbyen convirtiéndose rápidamente en la capital de Svalbard. Allí hay minas de carbón. El aeropuerto de Longyearbyen está situado al extremo occidental del fiordo, precisamente en la confluencia con el Isfjorden.
Las aguas del fiordo son profundas y muy frías, pero permiten el acceso marítimo durante los meses estivales.
- Datos: Q2570135
- Multimedia: Adventdalen / Q2570135